# Olimpíada d'escacs de 1924
L'Olimpíada d'escacs de 1924 va tenir lloc del 12 de juliol al 20 de juliol al l'Hotel Majestic de París coincidint amb els Jocs Olímpics d'Estiu (de la VIII Olimpíada). Va ser el primer torneig d'escacs en què la participació es feia en representació oficial de països, tot i que aquesta Olimpíada no és inclosa a la numeració oficial de les edicions de les Olimpíades d'escacs en tant que no fou organitzada per la FIDE, sinó que fou una iniciativa personal dels francesos Pierre Vincent, (Cap del Comitè Organitzador) i Aleksandr Alekhin (Director del Torneig), als quals va donar suport la Federació francesa d'escacs. L'esdeveniment és citat a la literatura escaquística com la I Olimpíada no oficial
Hi varen participar 54 jugadors representant 18 països (es va fixar un màxim de 4 jugadors per país). Els jugadors es varen dividir en nou grups de sis jugadors cadascun, on el campió de cada grup tenia dret a participar en la fase final, mentre els altres participarien en el torneig de consolació a vuit rondes. El campió del torneig individual, el letó Hermanis Matisons, va ser reconegut com a Campió del Món Amateur. La primera dona que va participar en les Olimpíades dels escacs fou la britànica Edith Holloway.

## Resultat final

### Campionat del món amateur
| Pos.              | Jugadors                                  | Punts |
| ----------------- | ----------------------------------------- | ----- |
| Medalla d'or      | Hermanis Matisons ( Letònia)              | 5,5   |
| Medalla de plata  | Fricis Apšenieks ( Letònia)               | 5,0   |
| Medalla de bronze | Edgard Colle ( Bèlgica)                   | 4,5   |
| 4                 | Árpád Vajda ( Hongria)                    | 4,0   |
| 5                 | Max Euwe ( Països Baixos)                 | 4,0   |
| 6                 | Anatol Tschepurnoff ( Finlàndia)          | 4,0   |
| 7                 | Luis Argentino Palau ( Argentina)         | 3,5   |
| 8                 | Manuel Golmayo de la Torriente ( Espanya) | 3,0   |
| 9                 | Kornél Havasi ( Hongria)                  | 2,5   |

### Torneig de consolació
Els punts obtinguts són la suma dels guanyats a la primera volta de classificació més els obtinguts al torneig de consolació.
| Pos. | Jugadors                         | Punts |
| ---- | -------------------------------- | ----- |
| 1    | Karel Hromádka ( Txecoslovàquia) | 9,5   |
| 2    | Jan Schulz ( Txecoslovàquia)     | 9,0   |
| 3    | Erwin Voellmy ( Suïssa)          | 8,5   |
| 4    | Karlis Betins ( Letònia)         | 8,0   |
| 5    | Georges Renaud ( França)         | 8,0   |
| 6    | Roberto Grau ( Argentina)        | 8,0   |
| 7    | George Koltanowski ( Bèlgica)    | 8,0   |
| 8    | Giovanni Cenni ( Itàlia)         | 7,5   |
|      | Endre Steiner ( Hongria)         | 7,5   |
|      | Otto Zimmermann ( Suïssa)        | 7,5   |
|      | Dawid Daniuszewski ( Polònia)    | 7,5   |
|      | Károly Sterk ( Hongria)          | 7,5   |
|      | Damián Reca ( Argentina)         | 7,5   |

### Medalles individuals
Les medalles es varen assignar seguint els següents criteris:
|                   | Jugador                                   | Motiu                                    |
| ----------------- | ----------------------------------------- | ---------------------------------------- |
| Medalla d'or      | Hermanis Matisons ( Letònia)              | Campió del Campionat del Món Amateur     |
| Medalla de plata  | Fricis Apšenieks ( Letònia)               | Segon lloc al Campionat del Món Amateur  |
| Medalla de plata  | Edgard Colle ( Bèlgica)                   | Tercer lloc al Campionat del Món Amateur |
| Medalla de bronze | Árpád Vajda ( Hongria)                    | Finalista del Campionat del Món Amateur  |
| Medalla de bronze | Max Euwe ( Països Baixos)                 | Finalista del Campionat del Món Amateur  |
| Medalla de bronze | Anatol Tschepurnoff ( Finlàndia)          | Finalista del Campionat del Món Amateur  |
| Medalla de bronze | Luis Argentino Palau ( Argentina)         | Finalista del Campionat del Món Amateur  |
| Medalla de bronze | Manuel Golmayo de la Torriente ( Espanya) | Finalista del Campionat del Món Amateur  |
| Medalla de bronze | Kornél Havasi ( Hongria)                  | Finalista del Campionat del Món Amateur  |
| Medalla de bronze | Karel Hromádka ( Txecoslovàquia)          | Campió de la Copa de consolació          |

### Classificació per equips
| Pos.              | Nació          | Jugadors                                                        | Punts |
| ----------------- | -------------- | --------------------------------------------------------------- | ----- |
| Medalla d'or      | Txecoslovàquia | Hromádka (9,5), Schulz (9), Vanek (6,5), Skalička (6)           | 31,0  |
| Medalla de plata  | Hongria        | Vajda (8), Sterk (7,5), Steiner E. (7,5), Havasi (7)            | 30,0  |
| Medalla de bronze | Suïssa         | Voellmy (8,5), Zimmermann (7,5), Johner (6,5), Naegeli (6,5)    | 29,0  |
| 4                 | Letònia        | Apšenieks (10), Matisons (9,5), Betins (8)                      | 27,5  |
|                   | Argentina      | Grau (8), Reca (7,5), Palau (7), Coria (5)                      | 27,5  |
| 6                 | Itàlia         | Cenni (7,5), Rosselli del Turco (7), Romih (6,5), Miliani (5,5) | 26,5  |
| 7                 | França         | Renaud (8), Lazard (6,5), Duchamp (6), Gibaud (5)               | 25,5  |
|                   | Polònia        | Daniuszewski (7,5), Piltz (6), Kohn (6), Kleczyński (6)         | 25,5  |
| 9                 | Bèlgica        | Colle (8,5), Koltanowski (8), Lancel (5), Jonet (2,5)           | 24,0  |
| 10                | Espanya        | Golmayo (7), Marín (6), Rey Ardid (6)                           | 19,0  |
| 11                | Països Baixos  | Euwe (8), Oskam (6), Rueb (4,5)                                 | 18,5  |
| 12                | Romania        | Davidescu (7), Gudju (6), Loewenton (5)                         | 18,0  |
| 13                | Finlàndia      | Tschepurnoff (9), Malmberg (6)                                  | 15,0  |
| 14                | Regne Unit     | Handasyde (6), Wreford (3,5), Holloway (3)                      | 12,5  |
| 15                | Irlanda        | O'Hanlon (5,5)                                                  | 5,5   |
| 16                | Canadà         | Smith (5)                                                       | 5,0   |
| 17                | Rússia         | Potemkine (3), Kahn (1,5)                                       | 4,5   |
| 18                | Iugoslàvia     | Rozic (2,5)                                                     | 2,5   |

## Equip de Rússia
Peter Potemkine i Victor Kahn eren expatriats russos que vivien a França. El quadre oficial del torneig els presentava sota bandera russa, malgrat que en aquest any 1924 ja s'havia produït la revolució soviètica, i el Partit Comunista ja havia assolit el poder a Rússia.

## Fundació de la FIDE
El 20 de juliol del 1924, darrera jornada de la competició, 15 delegats de tot el món varen firmar l'acta de fundació de la Federació Internacional d'Escacs (denominació original en francès: Fédération Internationale des Échecs, FIDE) i varen elegir el neerlandès Alexander Rueb com a primer president.
La dita llatina Gens una sumus (Sóm una família) va esdevenir el lema oficial de la comunitat escaquística. Els 15 membres fundadors, que signaren l'acta de constitució de la FIDE foren: I.Abonyi (Hongria), R.Grau (Argentina), J.Gudju (Romania), F.Marusi (Itàlia), M.Nicolet (Suïssa), JM.Ovadija (Iugoslàvia), Peñalver i Zamora (Espanya), FH.Rawlins (Gran Bretanya), A.Rueb (Països Baixos), K.Skalicka (Txecoslovàquia), SF.Smith (Canadà), T.Towbin (Polònia), A.Tschepurnoff (Finlàndia), P.Vincent (França) i L.Weltjens (Bèlgica).